# Xenimpia chalepa
Xenimpia chalepa là một loài bướm đêm trong họ Geometridae.